# Ausgasen
Unter Ausgasen versteht man das Austreten von Gasen aus flüssigem oder festem Material. Dies kann aufgrund von Druckentlastung, Temperaturerhöhung oder anderen Prozessen, wie beispielsweise bakterieller, radioaktiver oder chemischer Umwandlung, erfolgen.
Ausgasung ist ein häufiger Vorgang in der Natur. Technisch kann er sowohl gewünscht sein, zum Beispiel beim Aushärten von Klebeverbindungen, aber auch ungewünscht, etwa bei Deponieanlagen. Werden die Gase gezielt durch einen technischen Prozess entfernt, so spricht man meist von Entgasung.

## Physikalische Grundlagen
Ausgasung tritt am stärksten bei sich erwärmenden Flüssigkeiten in Verbindung mit einer Druckminderung ein und wird hier von der Löslichkeit der Gase bestimmt. Diese nimmt nach dem Henry-Gesetz bei sinkendem Partialdruck und steigenden Temperaturen ab. Eine aus dem Alltag bekannte Form der Ausgasung ist das Schäumen beim Öffnen einer Mineralwasserflasche mit Kohlensäure.
Bei Festkörpern müssen die Gasteilchen erst an die Oberfläche diffundieren und dann von dort desorbieren, weshalb die Ausgasung aus Festkörpern wesentlich länger als aus Flüssigkeiten dauert. Durch Temperaturerhöhung steigt die Geschwindigkeit der Gasabgabe exponentiell.
Poren, auf natürlichem (Bimsstein) oder künstlichem (Schaumstoff) Wege entstandene, vereinfachen die Gasabgabe.

## Ausgasen durch Vulkanismus

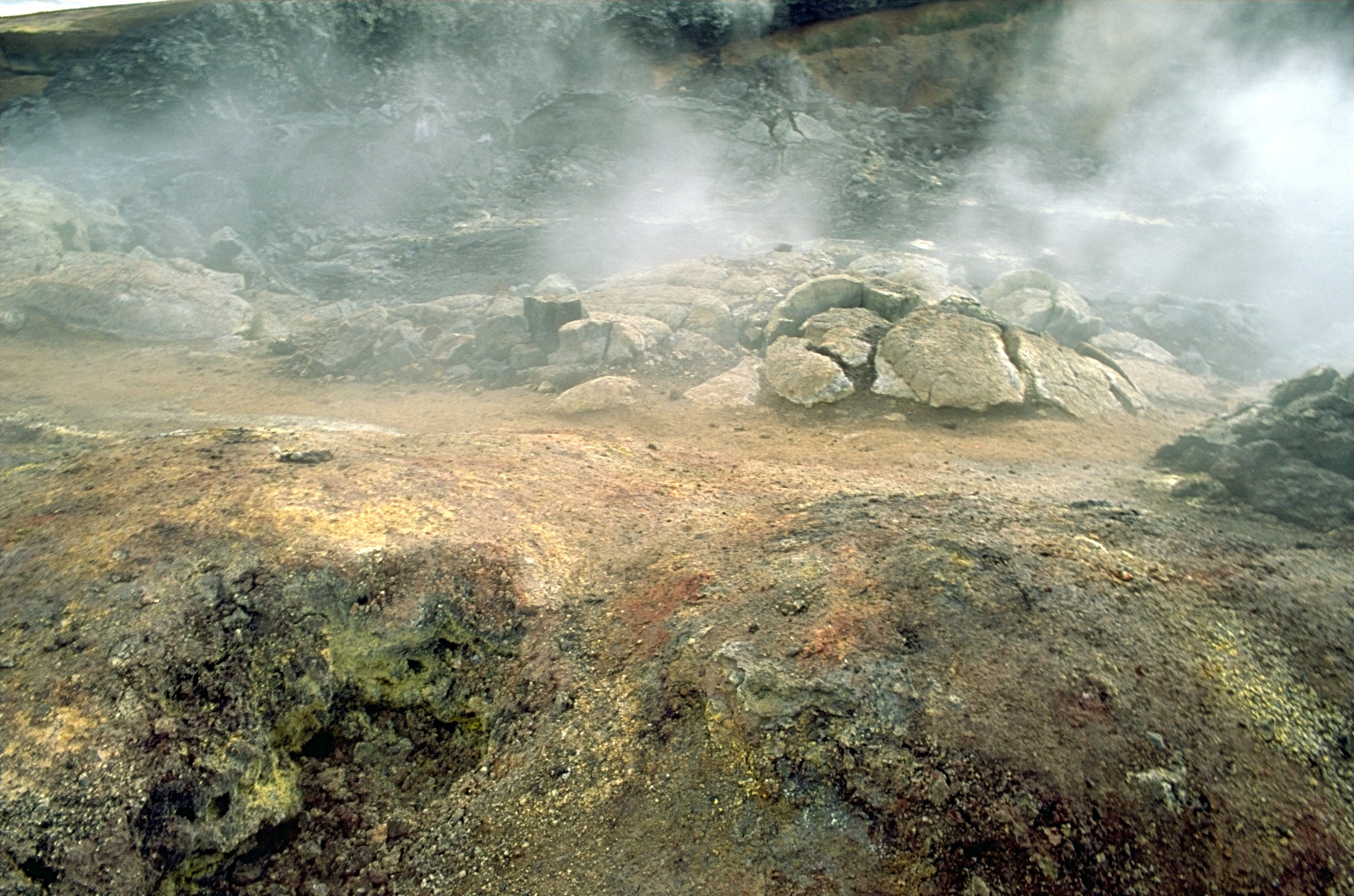
Erkaltenes Lavafeld auf Leirhnjúkur

Ein deutliches Beispiel ist das Ausgasen bei erstarrender Lava aus Vulkanen, insbesondere bei den hochviskosen Formen (ʻAʻā-Lava) der indischen und pazifischen Vulkaninseln. Die Ausgasung schwefelhaltiger Stoffe kann man meist deutlich riechen.
Beim Aufstieg von Magma durch einen vulkanischen Schlot kommt es ebenfalls zu einer so starken Ausgasung durch Druckentlastung, dass mitgerissene Gesteinstrümmer bis zu Überschallgeschwindigkeit beschleunigt werden.
Mit Sicherheit ist ein Teil der Herkunft des irdischen Wassers durch Wasserdampf erklärbar, der im Laufe der Erdgeschichte aus dem Erdinneren ausgegast ist. Ein größerer Teil dürfte aus den früheren Einschlägen von Kometen, Meteoren und Asteroiden aus den ferneren Bereichen des Sonnensystems stammen. So weisen viele kohlige Chondrite im äußeren Asteroidengürtel einen Wasser- oder Eisgehalt von mehr als 10 % ihrer Masse auf.

## Ausgasung als astrophysikalisches Phänomen
Ein bekanntes Beispiel für die Ausgasung sind die Kerne von schweifbildenden Kometen, wenn sie in den sonnen-nahen Bahnabschnitten ihrer langgestreckten Ellipsen durch die Sonnenstrahlung erwärmt werden. Bei dieser Annäherung entlässt fast jeder dieser „schmutzigen Schneebälle“ aus Gestein und Eis verschiedene Gase und auch Feinstaub an seine Oberfläche, welche den Gesteinskern als leuchtende Koma oder Enveloppe umhüllen und durch den Sonnenwind bzw. Strahlungsdruck als dünner Kometenschweif in den Weltraum „geblasen“ werden.
Auch die meisten Transneptunischen Objekte enthalten Wasser und anderes Eis, das bei möglichen Bahnveränderungen zur Sonne hin oder bei größeren Meteoriteneinschlägen zu Wasserdampf oder anderem Gas wird.

## Medizinisches Phänomen
Beim plötzlichen Abfall des Druckes auf den menschlichen Körper, beispielsweise durch zu rasches Aufsteigen eines Tauchers, kann es zu einer Blasenbildung im Blut mit schweren medizinischen Konsequenzen, der sogenannten Taucherkrankheit, kommen.

## Ausgasung in der Technik
In Technik und Haushalt ist wichtig, die Ausgasung giftiger Stoffe zu vermeiden, etwa bei Anstrichen, aus Wand- und Bodenbelägen, behandeltem Holz oder Textilien. In den 1990er Jahren entdeckte man, dass formaldehydhaltige Materialien, zum Beispiel in imprägnierten Holzwerkstoffen, schädliche Stoffe ausgasen. Auch bestimmte Harnstoffverbindungen können zum Teil noch über Jahre Formaldehyd in die Umgebungsluft freisetzen.
Um eine Kontamination der Atemluft geschlossener Räume durch Schadstoffe zu vermeiden, hat man viele Produktionsmethoden etwa für Möbel, Lacke, Klebstoffe und Wandbeläge geändert. Man konnte damit bei Verfliesungen und Versiegelungen die freiwerdenden Schadstoffe um bis zu 90 % verringern.
Es gibt jedoch keine Baustoffe, die völlig ohne Emissionen auskommen. Auch Polstermöbel oder Matratzen aus Naturprodukten wie Kokos oder Schafwolle können giftige Pestizide ausgasen. Hingegen gasen bei Beschichtungen mit Ölen, Wachsen oder Laugen zwar auch organische Lösungsmittel wie Terpene aus, diese müssen aber nicht schädlich sein.
In der Vakuumtechnik stellt die Ausgasung aus verwendeten Werkstoffen ein Problem dar, da in das Vakuum nachströmendes Gas wieder zu einem Druckanstieg führt und den erreichbaren Unterdruck begrenzt (sog. Virtuelles Leck).

## Ausgasung durch radioaktiven Zerfall
In der Nukleartechnik ist das Problem der Gase im Endlager von radioaktiven Abfällen seit längerer Zeit bekannt. Beim radioaktiven Zerfall wandeln sich Atomkerne in andere, stabilere Atomkerne um, indem sie Teilchen emittieren. Die mit Abstand wichtigsten Zerfallsarten sind der Alphazerfall, bei dem der Atomkern einen Helium-4-Kern (Alphateilchen) abgibt, und der Betazerfall, bei dem ein Elektron oder Positron sowie ein (Anti-)neutrino abgegeben werden. Das Alphateilchen wird in Materie abgebremst und bindet zwei Elektronen aus der Umgebung an sich, wodurch ein Heliumatom entsteht. Je nach Beschaffenheit des Ausgangsmaterials wird dieses entstehende Gas unmittelbar in die Umgebung entlassen oder sammelt sich in selbigem an, bis eine Störung des Kristallgefüges ein Austreten ermöglicht. Ist in der Umgebung eine für Gase undurchlässige Schicht, sammelt sich das Gas dort an. Dies erklärt, warum einige Erdgas-Vorkommen bis zu mehrere Masseprozent Helium enthalten. Der nach Alpha- oder Betazerfall entstehende Tochterkern kann ebenfalls zu einem gasförmigen Element gehören. So zerfällt Kohlenstoff-14 durch Betazerfall zu Stickstoff; Uran und Thorium zerfallen in mehreren Schritten zu Radon. Weil Gesteine wie Granit Uran enthalten, entsteht in ihnen Radon, das durch feinste Haarrisse im Material in unterirdische Hohlräumen (auch Keller) gelangt und sich dort ansammelt. Da Radon schwerer ist als Luft, ist es  üblicherweise am Boden der gasdichten Schicht konzentriert.